# Learjet 35
Learjet Model 35 in Model 36 je serija 6/8-sedežnih večnamenskih reaktivnih poslovnih letal proizvajalca Learjet. Razvit je bil na podlagi Learjeta 25. Poganjata ga dva turboventilatorska motorja Garrett TFE731-2. Model 36 ima skrajšano potniško kabino in dodatne rezervaorje za večji dolet. Ameriška vojaška oznaka za letalo je  C-21A, Ameriške letalske sile uporabljajo 38 letal, am. obalna straža pa 18 letal. 
Leta 1976 je ameriški profesionalni igralec golfa Arnold Palmer z Learjetom 36 izvedel rekordni 36990 km dolg let okrog sveta v 57 urah in 25 minutah. 

## Specifikacije (Learjet 36A)
Podatki iz Jane's All The World's Aircraft 1980–81; Taylor 1980, p. 342–343
Splošne karakteristike
- Posadka: 2
- Število sedežev: 6 potnikov
- Dolžina: 48 ft 8 in (14,83 m)
- Razpon kril: 39 ft 6 in (12,04 m)
- Višina: 12 ft 3 in (3,73 m)
- Površina kril: 253,3 sq ft (23,53 m2)
- Vitkost: 5,74:1
- Teža praznega letala: 9154 lb (4152 kg)
- Maks. vzletna teža: 18000 lb (8164 kg)
- Pogon letala: 2 × Garrett TFE731-2-2B turbofan, 3500 lbf (16kN) vsak
- *Kapaciteta goriva: 1.110 US gal (4.200 L; 920 imp gal)

 Zmogljivost 
- Maks. hitrost: 471 vozlov (542 mph, 872 km/h) na višini 25.000 ft (7.600 m)
- Potovalna hitrost: 418 vozlov (481 mph, 774 km/h) na višini 45.000 ft (14.000 m) (ekonomična potovalna hitrost)
- Hitrost porušitve vzgona: 96 vozlov (111 mph, 178 km/h) (s spuščenimi pristajalnim podvozjem in spuščenimi zakrilci)
- Doseg: 2874 nmi (3290 milj, 5295 km) (4 potniki)
- Višina leta: 45000 ft (13700 m)
- Hitrost vzpenjanja: 4525 ft/min (6,7 m/s)
- Vzletna razdalja do višine 9 metrov: 4.784 ft (1.458 m)
- Pristajalna razdalja z višine 15 m: 2.884 ft (879 m)